# Челсі Граймс
Челсі Марія Граймс (нар. 8 травня 1992) — англійська співачка, авторка пісень, телеведуча та футболістка. Писала пісні для Кайлі Міноуг, Дуа Ліпи, Blackpink, Кеші, Оллі Марсу, Джонаса Блю, Луїзи, the Saturdays і Тома Вокера . Граймс також вела кілька футбольних телешоу та коментувала півфінал пісенного конкурсу Євробачення-2021 від Великої Британії.

## Ранній життєпис
Челсі Марія Граймс народилася 1992 року в Ейгберті, Ліверпуль, у сім'ї Марії, її матері та батька, який помер від серцевого нападу, коли вона була дитиною. Граймс виховували її мати та вітчим Девід, і дівчина переїхала до Вейвертрі, щоб відвідувати католицьку середню школу Св. Джулі, де вона поєднувала гру у футбол та заняття музикою. Після того, як у дитинстві спочатку грала за Liverpool Ladies, вирішила продовжити музичну кар'єру в 16-річному віці. У цей же період народилася її сестра.

## Музична кар'єра
Граймс підписав контракт на чотири альбоми з RCA Records у 18-річному віці, але через рік його дію припинили. Першим її проривом у написанні пісень став «Million Miles», який вона написала разом з данським продюсером Cutfather для дванадцятого студійного альбому австралійської співачки Кайлі Міноуг « Kiss Me Once» (2014). Вона написала гук після того, як Cutfather виконав трек для неї. У 2014 році Граймс стала переможцем у номінації «Найкращий новий виконавець» на Juice FM Style Awards. Вона написала пісні для Kesha, the Saturdays, Дуа Ліпи, Little Mix, Blackpink, Оллі Марса, Jonas Blue, Louisa та Тома Вокера. Про свого біологічного батька Граймс написала в пісні «11:11» у 2016 році, яку виконує південнокорейська співачка Тейон . Балада корейською мовою отримала 50 мільйонів переглядів на YouTube до грудня 2018 року У 2018 році Граймс випустила свої перші дві пісні, «Just Like That» та «I Need a Night Out», і співпрацювала з Джонасом Блу над «Wild» з дебютного студійного альбому останнього Blue (2018). Вона написала кілька пісень для Дуа Ліпи після того, як остання підписала свій перший контракт на запис, зокрема « Kiss and Make Up» (2018) та « Love Again» (2021).

### Артистичність і впливи
Граймс назвала себе поп-співачкою. Вона виросла, слухаючи Дженніфер Лопес, Бейонсе, Каньє Веста, Пінк, Гвен Стефані, Емінема, Леді Гагу, Крістіну Агілеру та Авріл Лавін. Граймс розвинула свої навички написання пісень, прослухавши дебютний студійний альбом Lady Gaga The Fame (2008).

## Футбольна кар'єра
Футбольна кар'єра Граймс почалася, коли вона почала грати за «Ліверпуль Ледіз» у 10-річному віці. Після невеликої перерви в музичній кар'єрі вона вирішила повернутися до футболу. Станом на вересень 2021 року Граймс грала почергово за «Евертон», "Тоттенхем Хотспур ", «Транмір Роверс», "Фулхем " і «Мерсірейл Ледіз».

## Телевізійна кар'єра
Граймс працює ведучою BBC і COPA90, де вона висвітлювала Чемпіонат світу з футболу серед жінок у 2019 році. З вересня 2019 року Граймс є співведучою додаткового шоу «Матч дня» MOTDx і вела власне шоу на BBC Sport під назвою «Челсі в гостях». Вона коментувала півфінал пісенного конкурсу Євробачення-2021 від Великої Британії. У липні 2021 року Граймс представила кілька міні-серіалів для BT Sport, включаючи Para Football Adventures і Watch Us Rise . Протягом 2022 року вона брала участь у кількох реаліті-серіалах-змаганнях, таких як Freeze the Fear with Wim Hof та The Games .

## Особисте життя
Граймс раніше називала себе бісексуалкою в інтерв'ю Gay Times у 2019 році, але вважала себе лесбійкою в 2021 році. Разом із Кортні Акт вона працює співведучою подкасту BBC Sounds Building Queertopia, який розповідає про спосіб життя знаменитостей ЛГБТ . Граймс також веде свій особистий подкаст під назвою «Які ми могли бути» .

## Дискографія

### Сингли

#### Як головний артист
| Назва                    | рік      | Ref.   |
| ------------------------ | -------- | ------ |
| «Just Like That»         | 2018 рік | [ 13 ] |
| «Just Like That»         | 2018     | [ 13 ] |
| «I Need a Night Out»     | 2018     | [ 13 ] |
| «Girls»                  | 2019     | [ 13 ] |
| «Time to Talk»           | 2019     | [ 28 ] |
| «Tryna Not Fall in Love» | 2019     | [ 29 ] |
| «Mother»                 | 2022     | [ 30 ] |

#### Як відомий артист
| Назва                                                          | Рік  | Альбом | Ref.   |
| -------------------------------------------------------------- | ---- | ------ | ------ |
| «Wild» Jonas Blue за участю Челсі Граймс, ТІНІ та Джая Кортеза | 2018 | Blue   | [ 31 ] |

### Авторство пісень
| Назва                        | Рік  | Артист                    | Альбом                              | Ref.   |
| ---------------------------- | ---- | ------------------------- | ----------------------------------- | ------ |
| «Million Miles»              | 2014 | Кайлі Міноуг              | Kiss Me Once                        | [ 3 ]  |
| «Walking Through the Desert» | 2014 | The Saturdays             | Finest Selection: The Greatest Hits | [ 32 ] |
| «First Time»                 | 2014 | БоА                       | Who's Back?                         |        |
| «Tuxedo»                     | 2014 | Mic Lowry                 | Non-album single                    |        |
| «Playground»                 | 2014 | Alexa Curtis              | Non-album single                    |        |
| «Not Over You»               | 2015 | Дорота Рабчевська         | Non-album single                    |        |
| «Note to Self»               | 2015 | HomeTown                  | HomeTown                            |        |
| «You Are The One»            | 2015 | Doda                      | Non-album single                    |        |
| «Down With Ya»               | 2015 | Sweet California          | Head for the Stars                  |        |
| «Dizzy»                      | 2016 | Saszan                    | Non-album single                    |        |
| «Romantic»                   | 2016 | Stanaj                    | From a Distance                     |        |
| «Where Do We Go From Here»   | 2016 | Malte Castro              | Where Do We Go From Here            |        |
| «„All The Time“»             | 2016 | Chris Lane                | Girl Problems                       |        |
| «„Nothing Like Him“»         | 2016 | Mic Lowry                 | Non-album single                    |        |
| «Broke»                      | 2016 | Sweet California          | Non-album single                    |        |
| «So Good»                    | 2016 | Louisa Johnson            | Non-album single                    | [ 33 ] |
| «11:11»                      | 2016 | Taeyeon                   | My Voice                            | [ 12 ] |
| «Deeper»                     | 2016 | Оллі Марс                 | 24 Hrs                              | [ 34 ] |
| «Warrior»                    | 2016 | Amelia Lily               | Unreleased                          |        |
| «Dreams»                     | 2017 | Дуа Ліпа                  | Dua Lipa                            |        |
| «Bad Together»               | 2017 | Dua Lipa                  | Dua Lipa                            | [ 35 ] |
| «Shame on You»               | 2018 | Claire Richards           | My Wildest Dreams                   | [ 36 ] |
| «Kiss and Make Up»           | 2018 | Дуа Ліпа та Blackpink     | Dua Lipa                            | [ 14 ] |
| «Love Again»                 | 2020 | Dua Lipa                  | Future Nostalgia                    | [ 14 ] |
| «Wonderland»                 | 2020 | Роксен та Олександр Рибак | Non-album single                    | [ 1 ]  |